# 未来世界 (1976年电影)
《未来世界》（英語：Futureworld）是一部1976年美国科幻惊悚电影。本片是1973年电影《西部世界》的续作
本片由上海电影译制厂译制后在1979年的“美国电影周”时期在华公映，是改革开放后第一部引进入华的美国科幻片。而前作《西部世界》则于1989年在华公映。